# Bunești (Suceava)
Buneşti è un comune della Romania di 2 725 abitanti, ubicato nel distretto di Suceava, nella regione storica della Moldavia e Bucovina.
Il comune è formato dall'unione di 5 villaggi: Bunești, Petia, Podeni, Șes, Uncești.